# 인도차이나원숭이

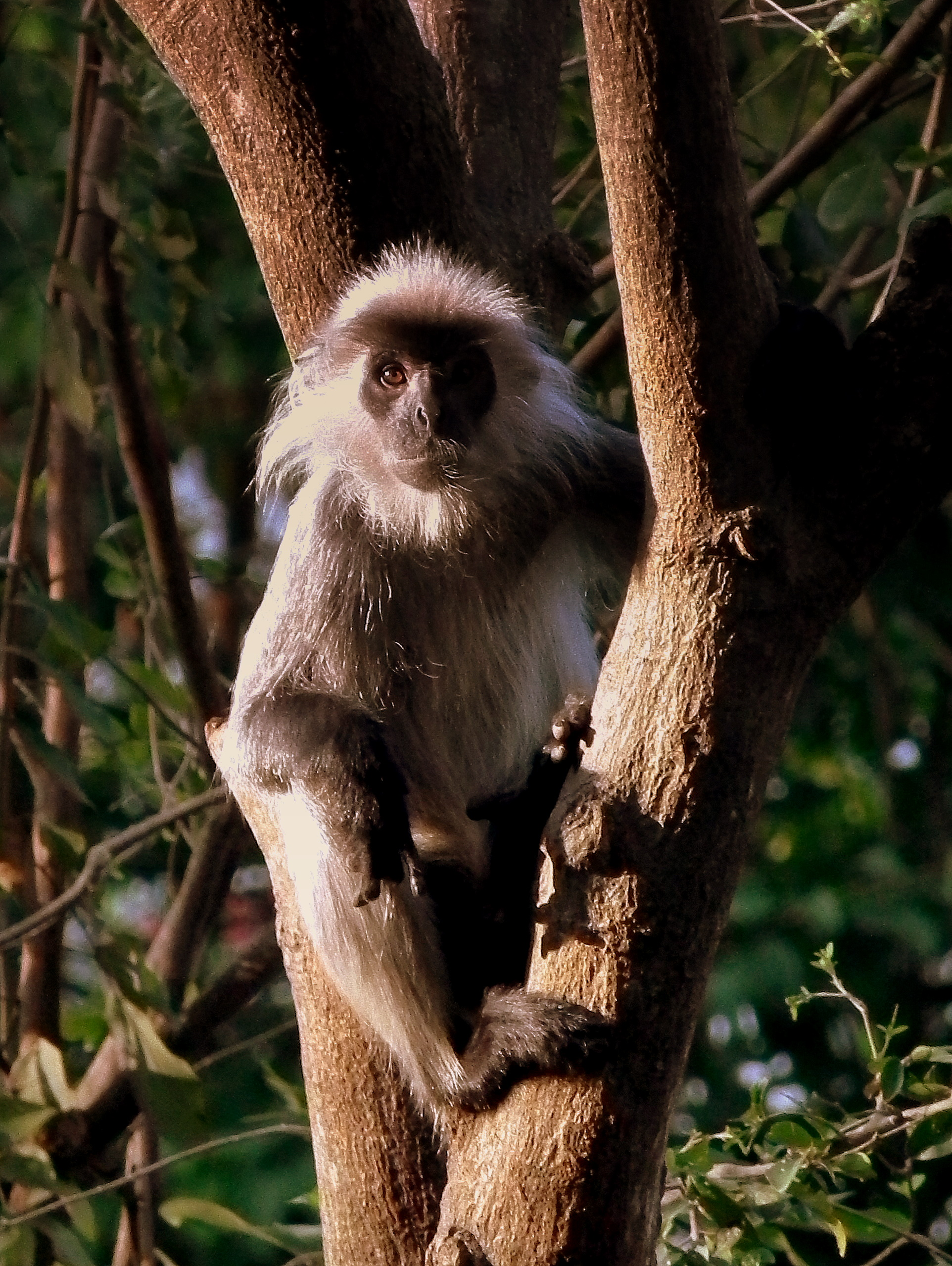

인도차이나원숭이(Trachypithecus germaini) 또는 인도차이나루뚱은 태국과 미얀마, 캄보디아 그리고 베트남이 원산지인 루뚱원숭이의 일종이다. 이 구세계원숭이는 이전에 Trachypithecus cristatus 과 Trachypithecus villosus에 포함되어 있었다.
2종의 아종이 기록되어 있다.
- Trachypithecus germaini germaini
- Trachypithecus germaini caudalis